# Vincent Barwa
Vincent Barwa (ur. 18 października 1953 w Rengarih) – indyjski duchowny rzymskokatolicki, od 2008 biskup Simdega. Po wyświęceniu został biskupem Purnea. Pełnił tę funkcję do 24 września 2004, kiedy to mianowano go biskupem pomocniczym Ranchi ze stolicą tytularną Acufida. 11 lutego 2008 objął stolicę biskupią Simdega.